# Вержбицький Віктор Олександрович
Віктор Олександрович Вержбицький (рос. Виктор Александрович Вержбицкий); нар. 21 вересня 1959, Ташкент, СРСР) — радянський і російський актор театру і кіно, народний артист Російської Федерації (2011). Заслужений артист Узбекистану.
Закінчив Ташкентський театрально-художній інститут імені О. Островського.

## Вибіркова фільмографія
- Повернення резидента (1982)
- Каммі (1991)
- Пешаварський вальс (1994)
- Сибірський цирульник (1998)
- Нічна Варта (2004)
- 2005: Турецький гамбіт — румунський полковник Лукан
- 2007 — «Іронія долі. Продовження»
- 2007 — «Параграф 78»
- 2008 — «День Д»
- 2008 — «Парі»
- 2008 — «Адмірал» — Олександр Керенський
- 2009 — «На грі»
- 2009 — «Чорна Блискавка»
- 2010 — «Ялинки»
- 2010 — «Ярослав»
- Ялинки 2 (2011)
- Москва 2017 (2012)
- Ялинки 1914 (2014)
- Мафія: Гра на виживання (2016)

## Телебачення
- Каменська (2000)
- Марш Турецького (2000)
- Диверсант (2004)
- На грі: Новий рівень (2010)

| Актор | Це незавершена стаття про актора. Ви можете допомогти проєкту, виправивши або дописавши її. |